# Melanophryniscus milanoi
Espèce
Melanophryniscus milanoi est une espèce d'amphibiens de la famille des Bufonidae.

## Répartition
Cette espèce est endémique de l'État de Santa Catarina au Brésil.

## Description
Les mâles mesurent de 17,6 à 21,1 mm et les femelles mesurent de 20,3 à 23,7 mm.

## Étymologie
Cette espèce est nommée en l'honneur de Miguel S. Milano.

## Publication originale
- (en) Bornschein, Firkowski, Baldo, Ribeiro, Belmonte-Lopes, Corrêa, Morato & Pie, 2015 : Three new species of phytotelm-breeding Melanophryniscus from the Atlantic rainforest of southern Brazil (Anura: Bufonidae). PLOS ONE, vol. 10, no 12, e0142791, p. 1–35.